# Oxford (CDP w stanie Massachusetts)
Oxford – jednostka osadnicza w Stanach Zjednoczonych, w stanie Massachusetts, w hrabstwie Worcester.